# 狗蛋大兵
《狗蛋大兵》是一部於1996年上映的台灣電影，由朱延平執導，蔡杰恩、吳奇隆、吳宗憲、翁虹及郝劭文主演。

## 劇情
七十年代臺灣的鄉村純樸可愛，頑童狗蛋在此過著無憂無慮的日子，整天跟著附近海防部隊的值星官吳班長幹些偷雞摸狗的勾當，惹是生非，鬧出不少笑話。由於軍紀渙散，表現實在不像話。上司調來了新隊長，誓言要在三個月之內改造這群烏合之眾！

## 角色
| 演員   | 角色     | 备注 |
| 吳奇隆 | 陳隊長   | 身手不凡、自我要求非常嚴格的中尉隊長。在半年前的一次演習中犯了錯而被調到海防部隊，後來帶罪立功而晉升上尉，還跟女老師在一起。   |
| 吳宗憲 | 吳聰憲   | 下士班長。機車又愛操人，但一遇到隊長就沒輒了。                                                                                 |
| 張立威 | 士兵     | 對著瘋子軍官說班長我恨你的士兵。                                                                                               |
| 許效舜 | 瘋子軍官 | 亂入軍營中假裝自己是新隊長，瘋狂地操弄部隊，後被醫院抓回去治療。（根據前來制伏他的醫護人員敘述，他是因為當兵當到患上精神病）。 |
| 陳一郎 | 校長     | 狗蛋就讀的小學校長，主要負責推動政府的新生活運動（國語政策），結果在跟狗蛋鬥嘴時也脫口說台語。                                 |
| 翁虹   | 女老師   | 在幫小翠找狗的時候結識了陳隊長，最後兩人順利交往。                                                                             |
| 吳天羅 | 廖阿伯   | 廖勾誕的阿伯。 |
| 連碧東 | 廖父     | 廖勾誕父親。 |
| 吳敏   | 廖母     | 廖勾誕母親。 |
| 郝邵文 | 廖勾誕   | 綽號狗蛋。男學生。也喜歡小翠。                                                                                                 |
| 楊小黎 | 張小翠   | 女學生。功課優秀，狗蛋暗戀對象，賈正京追求對象。                                                                               |
| 張宇豪 | 賈正京   | 男學生。喜歡小翠。 |
| 曹哲遠 | 丑妹     | [ 5 ] |
| 趙自強 | 翻譯官   | 中美協防部隊翻譯官，對海防部隊的軍紀抱持目中無人的心態。一開始對國軍嗤之以鼻，然而當國軍與美軍競技時又不由自主支持國軍。       |
| 王浩權 |          | |
| 唐德惠 |          | |
| 高明偉 |          | |

## 軼事
電影的拍攝地點為新北市林口區水牛坑對面的中福守望哨，雖然崗哨已被拆除，目前仍由海洋委員會海巡署北部分署下福安檢所外派駐點人員24小時輪班值勤。